# Eugène-Henri Fricx

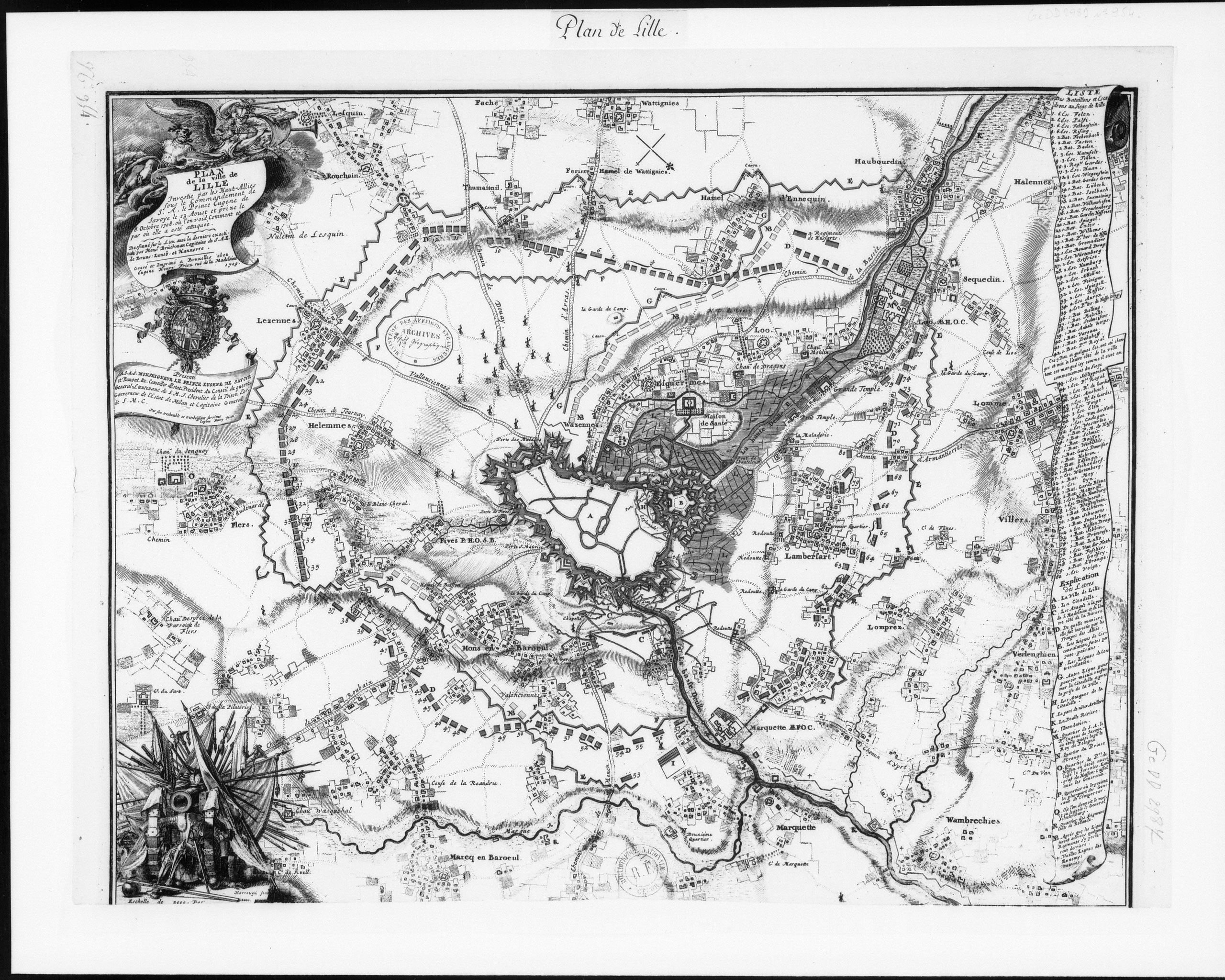
Plan de Lille investie par le prince Eugène de Savoie en 1708, par E.-H. Fricx, 1709.

Eugène-Henri Fricx (ou Friex, Frix ou Frickx) est un imprimeur et libraire bruxellois né en janvier 1644 et mort le 18 décembre 1730.
Il fut actif de 1670 à sa mort, imprimant notamment tous les placards de la ville, de nombreux livres d'histoire et des cartes militaires de Belgique, comme sa collection de « Carte[s] Particuliere[s] des Environs de... ».

## Origines familiales
D'après le généalogiste Jean Baptiste Houwaert, dont les travaux ont été étudiés par Paul-E. Claessens, les origines familiales des Fricx se présentent comme suit :
I.   Balthazar Fricx qui eut :
II.  Henri Fricx, bourgeois de Bruxelles le 13 janvier 1587, originaire de Bossut, qui épousa Cathelijne Mallaer et qui eut :
III. Thomas Fricx qui épousa Jeanne Heymans, dont :
IV.  Henri Fricx, baptisé à Bruxelles, Sainte-Gudule, le 8 avril 1611, qualifié d'épicier en 1646 et qui s'inscrivit ensuite comme maître dans le métier des merciers, épousa vers 1632 Barbe Mommaert, baptisée à Bruxelles, Saint-Géry, le 8 décembre 1612, et y inhumée le 10 mars 1646, dont :
V.   Eugène Henri Fricx, baptisé à Bruxelles, Saint-Géry, le 10 janvier 1644, qui sera imprimeur.